# Koncert za fagot in orkester (Mozart)
Wolfgang Amadeus Mozart: Koncert za fagot in orkester, B dur, KV 191
Mozart je koncert za fagot in orkester KV 191 dokončal 4. junija 1774. Napisal naj bi ga po naročilu bavarskega ljubitelja glasbe in amaterskega fagotista barona Thaddaeusa von Duernitza, vendar temu nekateri oporekajo, češ da naj bi skladatelj naročnika spoznal šele jeseni 1774 ob izvedbi svoje opere La finta giardiniera v Münchnu. Kakršnakoli je že resnica, koncert je nastal v enem zadnjih Mozartovih spokojnih obdobij. Vedra glasba je ubrana v galantnem stilu, solist pa ima priložnost, da se izkaže tako v razgibanih, z drobnimi repeticijami posejanih pasažah uvodnega allegra kot v spevnih linijah počasnega stavka. Zadnji stavek je rondo; solist variira melodijo preprostega menueta, orkester pa ga spremlja z igrivimi figurami. 